# Cabinda (provins)
Cabinda er en angolansk eksklave, beliggende nord for Congofloden og grænsende til DR Congo og Republikken Congo. Den har status som provins i Angola, men flere politiske organisationer i territoriet stiller spørgsmål ved statussen. Den har et areal på 7.270 km2
og et befolkningstal på 716.076 (2014) indbyggere.
Dagens Cabinda er resultatet af fusionen af tre kongedømmer: N'Goyo, Loango og Kacongo. Omkring en tredjedel af cabinderne er flygtninge i den Demokratiske Republik Congo (tidligere Zaire). Den er separeret fra Angola af Congo som grænser til provinsen i syd og øst. Cabinda har grænse til Republikken Congo i nord og Atlanterhavet ligger i vest. Udenfor kysten ligger nogle af de største oliefelter i verden og startede udvinding i 1954.